# Kállai Ernő (hegedűművész)
Kállai Ernő (1986-) magyar hegedűművész.

## Élete
Már 12 évesen felvételt nyert a Liszt Ferenc Zeneakadémia Különleges Tehetségű Gyermekek osztályába, majd 2006-ban teljes ösztöndíjat kapott a New York-i Juilliard School egyetemre, ahol Ichák Perlman tanítványaként bachelor és master diplomát szerzett.
2008-ban a Carnegie Hall – Stern Auditóriumában szólistaként a Juilliard Zenekarral debütált, nagy sikerű előadását a Strad Magazin kiváló kritikával méltatta.
2011-ben a New York-i Filharmonikusok kíséretével mutatkozott be, de olyan nagy múltú helyszíneken is bemutatta tehetségét, mint a párizsi Louvre Auditorium, az Avery Fisher Hall, az Alice Tully Hall, a Chicago-i Symphony Hall, a Liszt Ferenc Zeneakadémia, vagy a Művészetek Palotája. Koncertezett szerte Amerikában, Kanadában, Mexikóban, Franciaországban, Spanyolországban, Olaszországban és Svédországban, rendszeres fellépő művésze külföldi és hazai zenei fesztiváloknak.  
Elkötelezett kamarazenészként együtt koncertezett mesterével, a világhírű hegedűművésszel Ichák Perlmannal és a Perlman Music Program tagjaival. 2014-ben a Hungaroton kiadásában Mozart Szonáták lemeze jelent meg, 2015-től a Kállai Vonósnégyes primáriusa. Külföldi és hazai díjak kitüntetettje, Junior Prima díjas és Fischer Annie Ösztöndíjas művész. 
Egy Carlo Antonio Testore hegedűn játszik, a Summa Artium Alapítvány jóvoltából. 

## Diszkográfia
- Mozart: Sonatas for Violin and Piano (2014)
- Gulyás Csilla: Classical Sonatas for Harp (2015)

## Díjai és elismerései
- 1998, 2003. Országos Zathureczky Hegedűverseny 1. díj, különdíj
- 2004. Semmering-i Bécsi Klasszikus Verseny 1. díj
- 2004. Semmering-i Kodály Verseny 1. díj
- 2005. Nemzetközi Sarasate Hegedűverseny, Spanyolország, különdíj
- 2007. New York-i Salon de Virtuosi, Valerie Beth Schwartz Career Grant
- 2008. Juilliard Concerto Competition, New York, 1. díj
- 2008. Carl Flesch Nemzetközi Hegedűverseny 1. díj
- 2011. Alexander & Buono Nemzetközi Vonósverseny, New York, 1. díj
- 2012. Nemzetközi Szigeti József Hegedű és Brácsaverseny 2. díj, közönségdíj
- 2012. Junior Prima díj
- 2016. Fischer Annie Ösztöndíj